# Ipilimumab
Ipilimumab es un medicamento indicado para el tratamiento del melanoma avanzado, en aquellos pacientes en los que la enfermedad se encuentra diseminada, o han fracasado otros tratamientos como la cirugía. Ipilimumab es un anticuerpo monoclonal humano que se obtiene mediante tecnología de ADN recombinante. Su acción terapéutica se debe a un efecto potenciador de la respuesta inmunológica del organismo frente al cáncer mediada por los linfocitos T.

## Historia
El empleo del fármaco fue aprobado por la FDA de Estados Unidos en marzo de 2011 y por la Agencia Europea de Medicamentos en noviembre de 2012.

## Mecanismo de acción
Una de las células encargadas de la inmunidad es el linfocito T citoxico, el cual presenta en superficie el antígeno CTLA-4 (Cytotoxic T-Lymphocyte Antigen 4) que actúa como regulador negativo de la activación de este tipo de linfocitos. Ipilimumab bloquea la señal inhibidora del CTLA-4, estimulando la proliferación y activación de los linfocitos T, los cuales facilitan la destrucción de las células tumorales.